# Лохути (район Рудаки)
Лохути (тадж. Лоҳутӣ) — село в районе Рудаки Республики Таджикистан. Входит в состав джамоата (сельской общины) Россия района Рудаки.
Находится недалеко от г. Душанбе, на расстоянии 18 км от райцентра (пгт. Сомониён) и 1 км от центра общины (село Куштеппа).
Население — 1365 чел. (2017).